# شکار کردن روباه

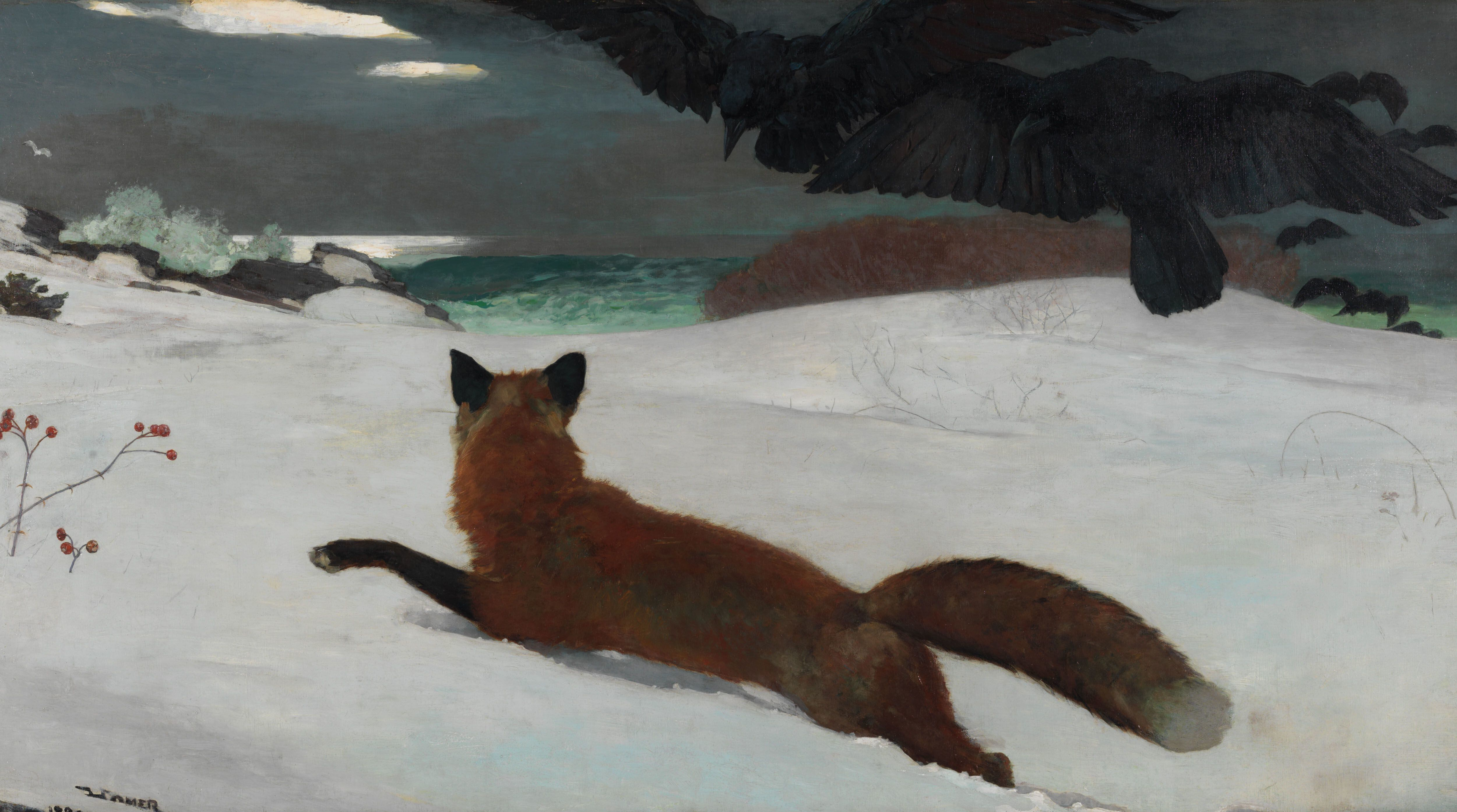
شکار کردن روباه اثر وینسلو هومر به سال ۱۸۹۳

شکار کردن روباه (انگلیسی: The Fox Hunt) یک نقاشی رنگ روغن بر روی بوم کرباس از نقاش هنرمند آمریکایی، وینسلو هومر است که در سال ۱۸۹۳ طراحی گردید. نقاشی نشانگر روباهی است در برف‌های سنگین و عمیق که توسط عده‌ای از کلاغ‌های گرسنه تهدید می‌شود. این نقاشی از معدود کارهای بزرگ هومر از دیدگاه مقیاس و اندازه می‌باشد. شکار کردن روباه در زمستان سال ۱۸۹۳ و در استودیوی پروتوس نک هنرمند طراحی گردیده‌است. هومر، روباه را در این اثر به گونه‌ای طراحی کرده که در پی به دست آوردن بازماندهٔ طعامی است در حالی که توسط کلاغ‌های گرسنه تهدید می‌شود. در سمت چپ تصویر، چند شاخه‌ای از توت‌های قرمز قابل مشاهده است.
بنا بر اظهارات نیکولای سیکوفسکی جونیور، هومر برای بازتاب دقیق تراکم نور رنگ‌ها، خز روباه را بر روی بشکه‌ای در برف‌ها قرار داد. نویسندهٔ شرح‌حال وینسلو هومر، فیلیپ سی. بیم می‌نویسد؛ پیش از شروع نقاشی، وینسلو روباه مرده‌ای را از یک شکارچی تهیه و در ادامه، چندین کلاغ را نیز از فرد دیگری به نام رازول گووینگز برای این اثر ابتیاع نمود. پس از این تدارکات، هومر کلاغ‌ها را خارج از استودیو و در برف‌ها قرار داد. او سپس روباه را نیز با کمک چوب و چندین رشته در حالت و پوزیشن حرکت (قدم‌رو) ثابت نگه داشت. هومر البته برای خلق این اثر با دشواری بسیاری مواجه گردید چرا که نقاشی در اواخر زمستان طرح گردید و ذوب‌شدن برف‌ها به دلیل افزایش فزایندهٔ دمای هوا مسبب از فُرم خارج‌شدن متوالی کلاغ‌ها از حالت دلخواه هنرمند می‌شد.